# Josipdol
Josipdol est un village et une municipalité située dans le comitat de Karlovac, en Croatie. Au recensement de 2001, la municipalité comptait 3 987 habitants, dont 87,51 % de Croates ; 10,46 % de Serbes et le village seul comptait 993 habitants.

## Localités
La municipalité de Josipdol compte 14 localités :
| - Carevo Polje - Cerovnik - Istočni Trojvrh - Josipdol - Modruš - Munjava - Munjava Modruška | - Oštarije - Sabljaki Modruški - Salopeki Modruški - Skradnik - Trojvrh - Vajin Vrh - Vojnovac |